# Rhyacophila hyalinata
Rhyacophila hyalinata là một loài Trichoptera trong họ Rhyacophilidae. Chúng phân bố ở miền Tân bắc.